# Verwood
Verwood est une ville du Royaume-Uni.

## Jumelages
Cette ville est jumelée avec :
- Champtoceaux (France) depuis 1984[1]
- Liederbach am Taunus (Allemagne) depuis 1992[2]

## Personnalités liées à la ville
- Ben Reeves (1991-), footballeur, y est né ;